# 十堰东站
十堰东站位于中华人民共和国湖北省十堰市张湾区，是汉十高速铁路的一个车站。2019年11月29日通车。原名十堰北站。2020年1月26日，受武汉市新型冠状病毒肺炎疫情影响，本站关闭进、出站通道。2020年3月25日，本站恢复办理客运业务。

## 车站布局
本站为线侧平式站房，主体结构为三层，其中地上两层，地下一层， 采用“一出两进”的旅客进出站模式。地下一层为到达层，设有出站口；地面层为出发层和站台层，设有地面落客平台、售票处和进站口；地上二层为候车层，设有检票口和候车区。站前广场西侧为出租车停车场，东侧为社会车辆停车场。 站房西侧为汽车客运换乘中心。十堰东站设有旅客换车空间，连接着候车厅、落客平台和站前广场。